# Magda Sonja

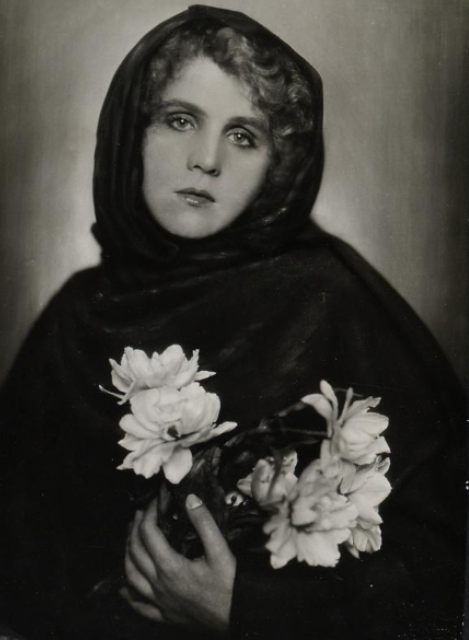
Magda Sonja, 1925
Foto: Madame d’Ora

Magda Sonja, eigentlich Venceslava Vesely (* 23. Mai 1886 in Hradisko, Österreich-Ungarn; † 15. August 1974 in Los Angeles, USA), war eine österreichische Schauspielerin, die in den 1920er Jahren zu den Diven des österreichischen Stummfilms zählte.

## Leben
Magda Sonja begann ihre Schauspielkarriere im Alter von knapp 20 Jahren am Theater an der Wien. Danach war sie in diversen Wiener Kabaretts als Diseuse tätig. Zum Stummfilm kam sie im Jahr 1917. Bereits ab 1918 wurde sie bei der Wiener Sascha-Film zum Star des aufstrebenden österreichischen Stummfilms aufgebaut – als Gegenstück zum Filmstar der Wiener Kunstfilm, Liane Haid. In jenen Jahren, welche mit über 100 Filmen jährlich die produktivsten der österreichischen Filmgeschichte waren, war sie die am häufigsten eingesetzte Darstellerin der Sascha-Film. Sie spielte unter anderem in „Das andere Ich“ (1918), „Um ein Weib“ (1918) und „Don Juans letztes Abenteuer“ (1918). In den 20er Jahren verkörperte sie die Hauptrollen in „Die Venus“ (1922), „Die Geburt des Antichrist“ (1922), „Drakula halala“ (1923) und „Ssanin“ (1924) und avancierte somit zur österreichischen Stummfilmdiva. Danach drehte sie mit ihrem Mann, dem Regisseur Friedrich Fehér, einige Filme in Deutschland. Den Höhepunkt ihrer Karriere erreichte sie 1927 mit „Mata Hari, die rote Tänzerin“ und „Maria Stuart“. Mit dem aufkommenden Tonfilm flaute ihre Karriere rasch ab. Im Jahr 1933 emigrierte sie mit ihrem Mann nach England, wo sie jedoch ebenfalls nicht an ihre Erfolge der Stummfilmzeit anschließen konnte.
Aus ihrer Ehe mit Friedrich Fehér ging ein Sohn, Hans Feher, hervor, mit dem sie ihrem 1936 in die USA ausgewanderten Mann im Jahr darauf folgte.

## Filmografie (Auswahl)
- 1917: Um ein Weib
- 1917: Licht und Finsternis / Die Liebe einer Blinden
- 1917: Das schwindende Herz
- 1917: Der Brief einer Toten
- 1918: Ihre beste Rolle
- 1918: Das andere Ich
- 1918: Der Stärkere
- 1918: Das Nachtlager von Mischli-Mischloch
- 1918: Don Juans letztes Abenteuer
- 1919: Die Spinne
- 1919: Die Seele des Mörders
- 1920: Die arge Nonne
- 1921: Venus
- 1922: Die Geburt des Antichrist
- 1924: Ssanin
- 1926: Das graue Haus
- 1927: Die Geliebte des Gouverneurs
- 1927: Mata Hari
- 1927: Maria Stuart
- 1927: Verbotene Liebe
- 1928: Hotelgeheimnisse
- 1928: Sensations-Prozess
- 1931: Ihr Junge
- 1931: Když struny lkaji (tschech. Vers. von Ihr Junge)
- 1932: Gehetzte Menschen
- 1936: Räubersymphonie